# Surman
Surman (arab. صرمان) – miasto w Libii, ok. 50 km od Trypolisu.